# Jelšovec
Jelšovec (in ungherese Jelsöc) è un comune della Slovacchia facente parte del distretto di Lučenec, nella regione di Banská Bystrica.